# Cockerelliella splendens
Cockerelliella splendens là một loài côn trùng cánh nửa trong họ Aleyrodidae, phân họ Aleyrodinae.
Cockerelliella splendens được Meganathan & David miêu tả khoa học đầu tiên năm 1994.